# Акула дойка
Акулата дойка (Ginglymostoma cirratum) е единствения представител на рода си Ginglymostoma. На дължина достига до 4,3 m (14 фута) при максимално тегло от около 150 кг. Обикновено тези акули са безопасни за хората, но въпреки това, има няколко случая на атаки, провокирани от къпещите се.

## Разпространение и местообитание
Акулата дойка се среща в тропичните и субтропичните води на континенталните и островни шелфове. Често плуват на дълбочина от един метър или по-малко, но може да се спускат и до 75 m. Видът е наблюдаван в западната част на Атлантическия океан, от Роуд Айлънд надолу, до южната част на Бразилия, в източната част на Атлантическия океан от Камерун до Габон, както и в източната част на Тихия океан от Перу до южната част на Долна Калифорния, и около островите на Карибите.

## Размножаване
Размножителният период започва от края на юни до края на юли. При този вид акули яйцата се развиват и излюпват в тялото на женската, където новоизлюпените се развиват допълнително до настъпване на живото раждане. Периода на бременността е шест месеца. Женската ражда около 21 – 29 малки. Размножителния цикъл е на всеки две години. Младите акули се раждат напълно развити на дължина около 30 cm. Те притежават петниста окраска, която избледнява с възрастта.

## Хранене
Поради бавната си скорост и ниска активност, акулите дойки се хранят с дребни морски животни, като раци, октоподи, морски таралежи, и дребни рибки.